# Kibunzi missionsstation

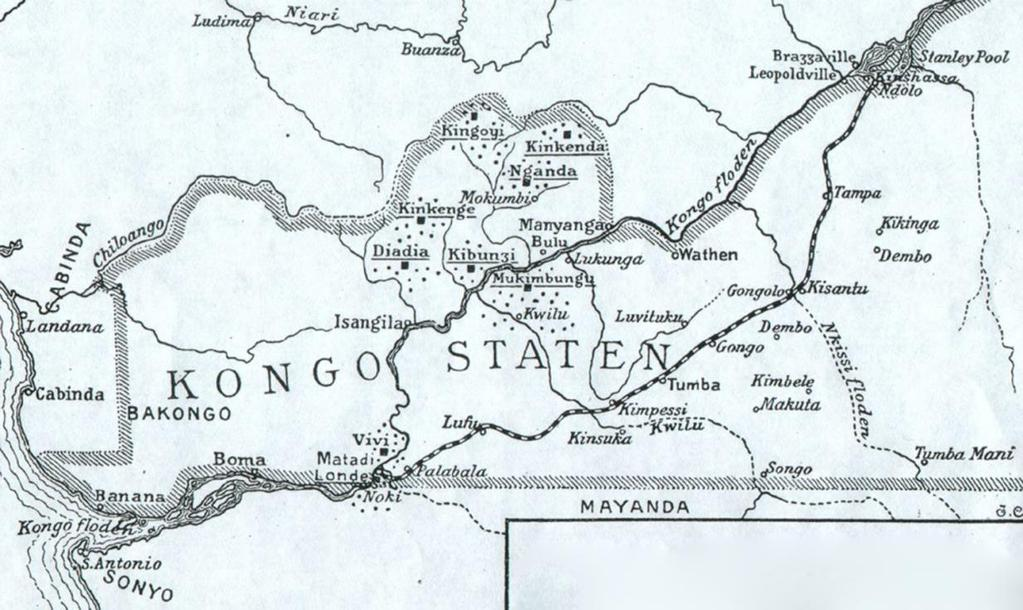
Svenska kongomissionens stationer i Nedre Kongo inklusive Kibunzi.

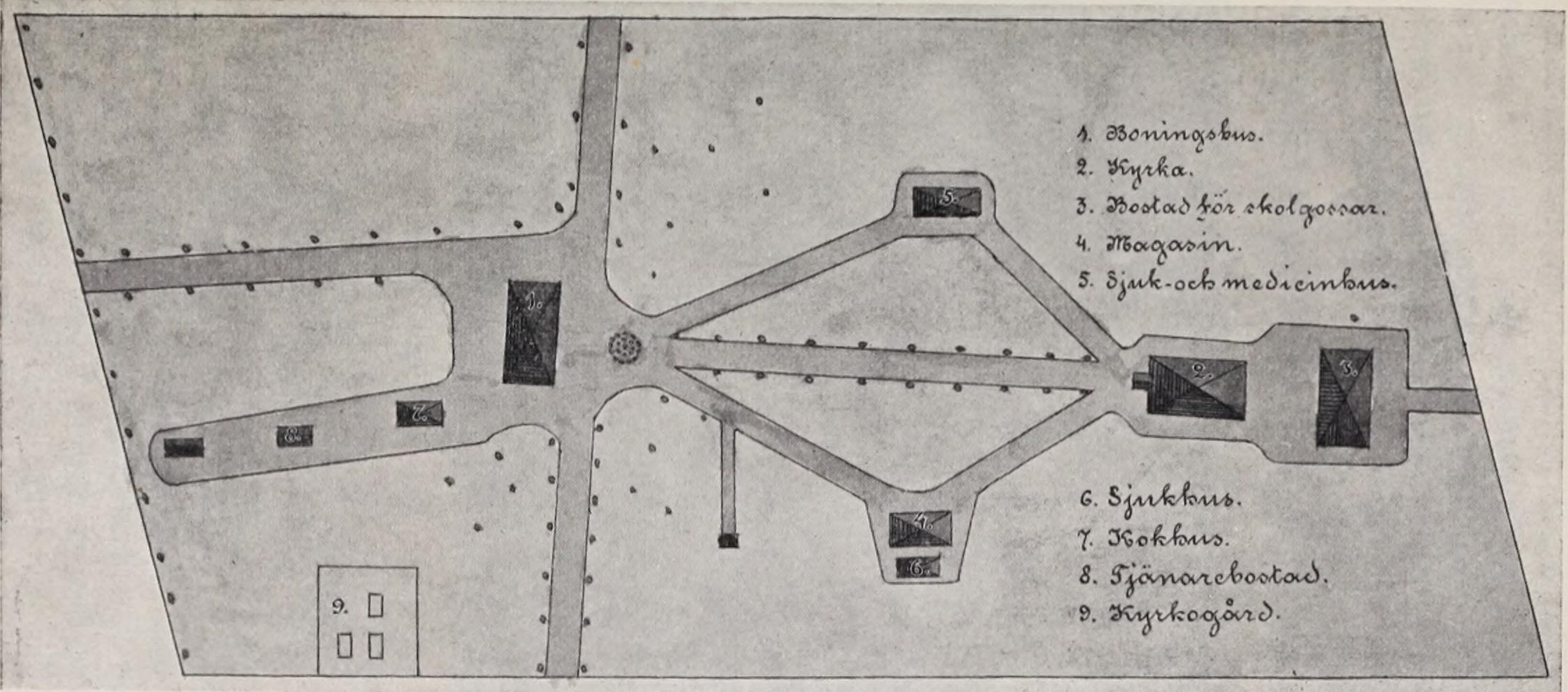
Planritning över Kibunzi missionsstation, ca 1910. Boningshus till vänster, från vänster till höger går en allé fram till kyrkan. Övriga byggnader är bostäder, sjukhus, magasin, kokhus och kyrkogård.

Kibunzi missionsstation var en svensk missionsstation som låg norr om Kongofloden i anslutning till byn Kibunzi i provinsen Kongo-Central, Demokratiska republiken Kongo.

## Historia
Missionsstationen grundades under åren 1887-1889 av Svenska Missionsförbundet (S.M.F.) som en del av den svenska kongomissionen. Det var den andra missionsstationen som grundades efter Mukimbungu som var den första. Vid denna tid var Nedre Kongo en del av Kongofristaten. Stationen låg ca 15 kilometer västnordväst om Mukumbungu. Det var missionärerna Karl Johan Pettersson, Henning Skarp och Carl Johan Nilsson som grundade stationen.

Kyrkan vid Kibunzi missionsstation vid invigningen 1 december 1907.

Stationen låg på en höjd. Inledningsvis bodde missionärerna i gräshus tills de hunnit uppföra ett magasin av plåt. Så småningom uppfördes två boningshus av lera med tak av gräs. En samlingslokal av resvirke med halva plåtväggar och grästak uppfördes också vilken användes för skola och möten. År 1890 byggdes ett tryckeri i ett hus av tegel. Genom tillgång till tryckeri kunde tidningen Minsamu Miayenge (Fridsbudskapet) grundas vilket bör ha varit en av Afrikas första tidningar. En andra samlingslokal byggdes av sten med plåttak vilken också användes för möten och undervisning. En kyrka invigdes 1894. Under tiden hade flera andra missionsstationer anlagts och det var svårt att bemanna alla. Många missionärer hade dött. K. J. Pettersson blev förflyttad till Londe 1899 .och det bestämdes att Kibunzi missionsstation skulle drivas från den närliggande Diadiastationen. Boningshusen ansågs bättre där och det fanns ett flickhem. Men som en följd av gräseldarna brann kyrkan och ett närliggande medicinhus ner samma år. Inom sex veckor hade en ny kyrka uppförts.
År 1902 stationerades missionärsparet Per August och Sofie Berthold på Kibunzi och ett ombyggnadsarbete påbörjades två år senare eftersom de befintliga husen ansågs undermåliga. Samtidigt fanns stora problem på stationen Diadia där dödligheten bland missionärerna var hög och det beslutades att Diadia skulle nedläggas och att man istället skulle satsa på Kibunzi och bygga mer hållbara hus i tegel. Fram till dess hade flera bybor flyttat till missionsstationen och där byggt upp sina hyddor. Dess ombads nu att flytta sina bostäder för att ge plats till den nya bebyggelsen på missionsstationen vilket möttes av missnöje. Ett nytt boningshus stod klart 1905, en ny kyrka 1907 och även ett nytt boningshus för skolgossar med 10 rum hade uppförts 1908. Alléer och blomsterrabatter anlades. I ett 40-tal byar i området undervisade lokala lärare på uppdrag av missionärerna och man hade kurser i sömnad och slöjd.

## Slöjdskola
Den första kursen för slöjdlärare hölls i Kibunzi 1917 av John Lambert Gottfrid Petersson (1880-1953). Två elever från varje missionsstation samlades i Kibunzi för undervisning i åtta månader. För att lättare kunna sälja de möbler som tillverkades i anslutning till yrkesskolan flyttades den 1922 till missionsstationen i Brazzaville.

## Missionärer i Kibunzi
Förutom redan nämnda missionärer har bland annat Magnus Rangström, Wilhelmina Svensson, Augusta Andersson, Kristina Nilsson, Augusta Waxgren, Wilhelm Sjöholm, Karl Edvard Laman, Sven Baur, Augusta Pettersson (fru till Karl Johan), Edvard Karlman, Axel Emil Wennerström, Carl Palmqvist och Svante August Flodén vistats vid stationen under dess uppbyggnad. Under senare tid har bland annat Georg Palmaer, Gustaf Natanael och Gerda Nykvist (sonen Nils Nykvist föddes i Kibunzi 1926), Lambert Gottfrid John Petersson (1911-1920), Elon Mattsson (efter 1930), pastor Fritz Peterson och Emil Berg (1935), Bettan Wennermo (efter 1951) och Helfrid Maria Elisabet Hedlind (efter 1935) varit där. I Riksarkivets material sträcker sig handlingar rörande Kibunzi ända fram till 1961.